# عنقودية أرلاتية
عنقودية أرلاتية (الاسم العلمي:Staphylococcus arlettae) هي نوع من البكتيريا تتبع جنس العنقودية من فصيلة المكورات العنقودية.